# 5è Exèrcit (Estats Units)
El 5è Exèrcit Americà és una unitat de l'Exèrcit dels Estats Units. Actualment és coneguda com a Exèrcit del Nord dels Estats Units (NORTHCOM), i un Comandament del Component de Servei de l'Exèrcit (ASCC), té una missió defensiva al Comandament Nord dels Estats Units. ARNORTH és el component terrestre de força conjunta del NORTHCOM. ARNORTH és responsable de la defensa nacional i el suport de defensa de les autoritats civils. Té la seu a Fort Sam Houston, Texas. Redesignat com a ARNORTH el 2004, es va activar per primera vegada a principis de gener de 1943 com a Cinquè Exèrcit dels Estats Units, sota el comandament del tinent general Mark W. Clark. El seu lema és En la pau ens preparem per a la guerra.

## Història
La primera iteració del Cinquè Exèrcit va ser autoritzada per la Llei de Defensa Nacional de 1920, i originalment havia d'estar composta per unitats de la Reserva Organitzada principalment de les Àrees del Quart, Cinquè i Sisè Cos. El Quarter General i la Companyia del Quarter General es van constituir a la Reserva Organitzada el 15 d'octubre de 1921 i es van assignar a l'Àrea del Cinquè Cos. Columbus, Ohio, va ser designat com a quarter general en el moment de l'organització, però el quarter general mai es va organitzar en aquesta ubicació. La Companyia del Quarter General es va iniciar el 1922 a Columbus. Columbus va seguir sent la ubicació designada del quarter general del Cinquè Exèrcit després de la seva activació fins al 16 de juliol de 1932, quan Indianapolis, Indiana, va ser designada com a nova ubicació del quarter general de l'exèrcit. A causa de l'abandonament del pla del "Sis Exèrcits" en favor del pla del "Quatre Exèrcits", el Cinquè Exèrcit va ser eliminat dels plans de mobilització l'1 d'octubre de 1933 i desmobilitzat (dissolt). Les seves unitats subordinades van ser reassignades al Segon Exèrcit, a la Reserva del Quarter General o desmobilitzades.

### Segona Guerra Mundial

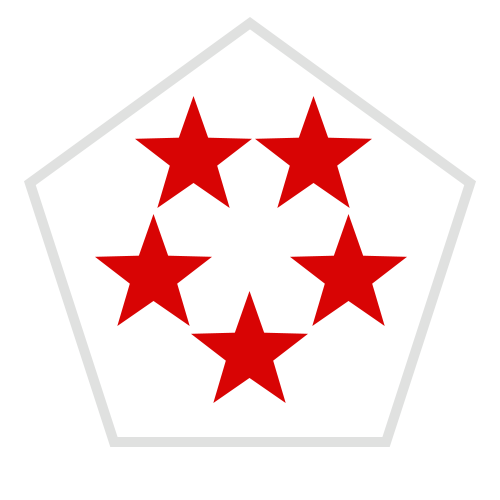
Pegat original del Cinquè Exèrcit SSI 1926-1933

El 5è Exèrcit dels Estats Units va ser una de les principals formacions de l'Exèrcit americà a la Mediterrània durant la Segona Guerra Mundial i va ser el primer exèrcit de campanya americà que es va activar fora dels Estats Units. Es va activar oficialment el 5 de gener de 1943 a Oujda, al Marroc francès, i es va fer responsable de la defensa d'Algèria i el Marroc. També se li va encomanar la responsabilitat de planificar la part americana de la invasió de la Itàlia continental i, per tant, no va participar en la invasió aliada de Sicília (amb nom en clau Operació Husky), on se li va assignar la tasca d'entrenar tropes de combat destinades a Sicília. El Cinquè Exèrcit dels Estats Units va ser inicialment comandat pel tinent general Mark Clark, que dirigiria el Cinquè Exèrcit durant gairebé dos anys, i va experimentar alguns dels combats més durs de la Segona Guerra Mundial, on va participar al front italià, que, en molts sentits, sovint recordava més la guerra de trinxeres del front occidental de la Primera Guerra Mundial . Escrivint al tinent general Jacob L. Devers (ajudant americà del mariscal de camp Sir Henry Maitland Wilson, comandant del teatre mediterrani) a finals de març de 1944, Clark va explicar les dificultats dels combats a Itàlia fins aleshores, que es podrien dir de tota la campanya. Eren, segons afirmava, " el terreny, el clima, les posicions defensives acuradament preparades a les muntanyes, les tropes enemigues decidides i ben entrenades, els mitjans extremadament inadequats a la nostra disposició mentre estàvem a l'ofensiva, amb forces aproximadament iguals a les del defensor".
Entrà en acció per primera vegada durant l'Operació Allau, el desembarcament al Golf de Salern al setembre de 1943. Donat el baix nombre de tropes americanes disponibles, aquest va ser realitzat per un cos britànic (el X Cos) i un americà (el VI Cos). A Salerno, el X Cos desembarcà al flanc esquerre, i el VI al dret. A l'inici el progrés va ser molt lent, donada en part la manca d'iniciativa del comandant americà, Major General Ernest J. Dawley, que va ser posteriorment reemplaçat. No obstant això, després d'un dur bombardeig naval i aeri que evità que les forces fossin tornades al mar no va ser fins a l'arribada del 8è Exèrcit britànic (que havia desembarcat més al sud), que els alemanys es retiraren.
A partir d'aquell moment i durant un parell de mesos l'avanç va ser bo fins que els alemanys van tornar. Aquests van establir posicions a la Línia d'Hivern, que incloïa unes formidables posicions defensives a San Pietro Infine i a Monte Cassino. En aquest moment, el 5è Exèrcit havia estar reforçat amb un segon cos americà, el II Cos. Amb el fracàs de les primeres operacions per capturar Monte Cassino, es realitzà un intent per explotar la preponderància aliada al mar abans que la propera invasió de Normandia retirés de la Mediterrània totes les forces navals necessàries per a l'assalt amfibi.
El VI Cos va ser retirat de la línia i substituït pel Cos Expedicionari Francès, a les ordres del General Alphonse Juin. Van realitzar un segon intent de conquerir Monte Cassino en conjunció amb l'assalt amfibi que realitzava el VI Cos, que fracassà de nou. El VI Cos desembarcà a Anzio el 22 de gener de 1944 (Operació Shingle, i patí els mateixos problemes que ja s'havien vist a Salerno. Una manca d'iniciativa per part del comandant americà, Major General John P. Lucas, combinada amb els atacs alemanys, resultà que el cap de pont acabà embotellat. Els alemanys gairebé van superar les darreres defenses de la platja abans de veure's obligats a retirar-se davant el poderós suport naval i aeri.
Després del fracàs de Shingle es produí una profunda reorganització. Prèviament, els Apenins dividien l'avanç entre el 5è i el 8è Exèrcits, però ara la línia girava cap a l'oest, per permetre la concentració dels dos exèrcits a l'oest d'Itàlia per llançar la màxima potència de foc per dirigir-se cap a Roma. El V Cos britànic va quedar-se a la costa adriàtica per assetjar qualsevol unitat alemanya que hi hagués allà. El 5è exèrcit va quedar alliberat de qualsevol responsabilitat relativa a Cassino, i a les fases finals de la batalla hi participaren soldats indis, neozelandesos, i polonesos. El 5è exèrcit també va perdre al X Cos, car es considerà que facilitaria la logística que el 5è exèrcit només estigués compost per unitats americanes, així com que el 8è exèrcit només ho estès per unitats britàniques.
La ruptura s'aconseguí durant la primavera de 1944 mitjançant assalts coordinats de totes les forces aliades. El II Cos atacà per la cota, el Cos Expedicionari Francès ho va pel flanc dret del 5è Exèrcit en una demostració de la guerra a la muntanya, i el VI Cos avançà des de la platja d'Anzio. A inicis d'estiu, les forces aliades es dirigien a la conquesta de Roma.
En aquest moment es produí un dels incidents més controvertits de la història del 5è Exèrcit. La concepció estratègica del General Harold Alexander, comandant del 15è Grup d'Exèrcits era que les forces del VI Cos atraparien les forces alemanyes en retirades i serien anihilades pel 5è i 8è Exèrcits. No obstant això, contravenint les ordres, el general Clark dirigí tropes del VI Cos cap a Roma, deixant una petita força per intentar aturar als alemanys, que aconseguiren escapar i van poder restablir una línia defensiva coherent al nord de Roma. Clark afirmà que hi havia una amenaça alemanya, però la creença principal va ser que abans que res buscava la glòria de ser l'alliberador de Roma.
Dos dies després de la caiguda de Roma tingué lloc l'Operació Overlord. La concepció estratègica d'Overlord reclamava una operació de suport que envaís el sud de França. Per tal de poder-ho fer, es retiraren forces d'Itàlia: el VI Cos va ser la força principal, sobre la qual es constituí el 7è Exèrcit americà per a la invasió de la Riviera francesa, l'Operació Drac. També es retirà al Cos Expedicionari Francès, per permetre que els seus homes formessin en Primer Exèrcit Francès. En dos mesos, la força del 5è Exèrcit decaigué dels 250.000 als 150.000 homes, o l'equivalent a 9 divisions. No obstant havia arribat el IV Cos, i així es pogueren mantenir dos cossos americans al 5è Exèrcit.
Els alemanys van restablir la seva línia a través d'Itàlia a nivell de Pisa i Rímini. Les forces aliades van passar un altre hivern frustrat donada a la seva mancança de capacitat per trencar. En aquests moments, el 5è Exèrcit estava als Apenins, amb moltes de les seves unitats ocupant posicions altes i exposades. L'hivern de 1944-45 també veié un canvi significatiu de comandant: el General Clark va ser destinat a combinar el 15è Grup d'Exèrcits, i el Tinent General Lucian Truscott va ser nomenat comandant del 5è Exèrcit. Truscott comandaria l'exèrcit durant la resta de la guerra.
Durant les operacions finals conta el Grup d'Exèrcits C alemany, el 8è Exèrcit inicià l'ofensiva principal a la costa adriàtica, i el 5è exèrcit superà les defenses alemanyes a Bolonya. Les unitats alemanyes van ser llançades contra el riu Po i destruïdes, o almenys van veure's privades dels seu transport i de les seves armes pesants, la qual cosa les va transformar en unitats sense valor. El II Cos es dirigí des de Milà fins al gran port de Gènova. El IV Cos es dirigí cap al nord cap a Verona, Vicenza, Bolzano i fins al Pass Brenner, on es trobaren amb unitats del 7è Exèrcit americà.
Durant la Campanya d'Itàlia, el 5è Exèrcit va patir 109.642 baixes en 602 dies de combats, de les quals 19.475 van ser morts en acció. El 5è Exèrcit es desactivà a l'octubre de 1945.

## Postguerra
El seu paper de postguerra va ser una formació de l'exèrcit de reserva, formalment responsable de l'entrenament de tropes i també responsable de la defensa de part del territori continental dels Estats Units. Al juny de 1971, el 5è Exèrcit es mudà a la seva actual base de Texas.